# Cision
 (août 2020).
La société Cision (ex L'Argus de la Presse) est à l’origine une société de veille médias fondée en 1879. Ses clients sont des entreprises ou agences conseil en relations publiques ayant des besoins pour piloter leur notoriété, image de marque, influence et leur réputation. 
Elle est sous le contrôle depuis 1890 de la même entreprise, mais est en juin 2017 cédée au groupe américain Cision et prend le nom de Cision.

## Étymologie
Au XVIe siècle, on trouve la trace de l’emploi du mot « argus » pour désigner une personne chargée de surveiller une autre, d'après l'Argus de la mythologie grecque. Dès 1584, le mot « argus » désigne une personne chargée d'en surveiller une autre.

## Histoire
L'Argus de la Presse est fondé en 1878, mais un mystère plane sur les origines. Alfred Chérié aurait fondé l’Argus de la presse, selon la tradition familiale de son futur propriétaire,. Directeur du Moniteur des Arts, Alfred Chérié est alors en rapport direct avec le monde des peintres et des écrivains. En 1888, l’Argus de la presse s’installe dans le quartier de la presse parisienne, au 157 rue Montmartre à Paris.
L’Argus est vendu à la famille Pelletier de Chambure le 15 novembre 1890 puis s’installe au 37 rue Bergère, dans le 9e arrondissement de Paris en 1908, qu’il ne quittera plus jusqu’en 1966.
De 1914 à 1937, l’Argus de la presse compte 8 à 10 000 abonnés, pour lesquels sont lus tous les jours environ 20 journaux différents. En 1943, une poignée de « collaborateurs dévoués » fait tourner au ralenti la société et c’est dans ces circonstances que Gérard de Chambure, le second fils d’Auguste, prend la tête de la société.
De 1965 à 1993, l’Argus de la presse se trouve dans de nouveaux locaux au 21 boulevard Montmartre à Paris. En 1970, l’équipe de direction change, Bernard d’Aramon, gendre de Gérard de Chambure, prend la direction de l’Argus de la presse. En 1974, est lancé, sous l’impulsion de Bernard d’Aramon, l’Argus de la presse parlé.
L’Argus de la presse compte alors 94 employés en 1984 pour un chiffre d’affaires de 14 millions de francs. Laurence d’Aramon appelle auprès d’elle sa sœur Lorraine Hovelacque en 1986 pour l’accompagner dans la gestion de l’Argus de la presse.[réf. nécessaire]
L’Argus de la presse déménage au 130 rue du Mont-Cenis dans le 18e arrondissement de Paris en 1993 et en 1996, est créé le pôle Études Médias, analyse quantitative et qualitative des retombées médias puis, en 2000, le Pôle Panorama de presse. En 2001 est lancé la veille du web puis en 2007, le programme Culture RP.
En 2008, Alexis Donot prend le relais de la direction générale. L'entreprise connaît sa deuxième grève en 2011 depuis sa création 132 ans plus tôt.
Alexis Donot, en tant que directeur général de L'Argus de la presse, est élu en 2015 pour un mandat de trois ans président de la Fédération internationale des bureaux d'extraits de presse. En 2016, l'Argus connaît une refonte en trois pôles métier : Media Intelligence, Media & Publics Insights, Market Intelligence.
Depuis 2012, l'Argus de la presse a cédé du terrain face à une concurrence accrue. Il a perdu le statut de leader de son marché laissant la place à son concurrent Kantar Média, entité du groupe WPP qui avait précédemment racheté le no 3 du marché, Press Index.
L'Argus est cédé pour 9 millions d'euros au groupe américain Cision, no 1 du secteur, en juin 2017. Cision nomme à la tête de L’Argus de la presse Xavier Simon, Vice-Président Global Product, Content, Technology chez LexisNexis BIS. La société a fait l'objet d'un plan social début 2018, où 120 des 420 employés seraient concernés.
Le 1er janvier 2019, la fusion de L’Argus de la presse avec Cision SAS est effective et la nouvelle entité Cision SA est créée.

## Concurrents
Au fur et à mesure des fusions des différentes entreprises spécialisées dans les bases de données éditoriales et journalistiques, le marché s'est internationalisé et compte notamment Kantar, Factiva, Meltwater, LexisNexis ou Aday.
Aux côtés des agrégateurs de presse payants existent des alternatives gratuites, partiellement similaires, dont Google Actualités.